# Перелік епізодів телесеріалу «Мотель Бейтсів»
Нижче наведено перелік епізодів телесеріалу «Мотель Бейтсів»:

## Огляд
| Сезон | Сезон | Кіль-ть епізодів | Дата виходу     | Дата виходу    | Реліз на DVD та Blu-ray | Реліз на DVD та Blu-ray | Реліз на DVD та Blu-ray |
| Сезон | Сезон | Кіль-ть епізодів | Прем'єра        | Фінал          | Регіон 1                | Регіон 2                | Регіон 4                |
| ----- | ----- | ---------------- | --------------- | -------------- | ----------------------- | ----------------------- | ----------------------- |
|       | 1     | 10               | 18 березня 2013 | 20 травня 2013 | 17 вересня 2013         | 3 лютого 2014           | TBA                     |
|       | 2     | 10               | 3 березня 2014  | 5 травня 2014  | TBA                     | TBA                     | TBA                     |
|       | 3     | 10               | 2015            | 2015           | TBA                     | TBA                     | TBA                     |

### Сезон 1
| № | №  | Назва                                                 | Режисер          | Сценарист                                   | Дата показу в США | Глядачі США (мільйони) |
| --- | -- | ----------------------------------------------------- | ---------------- | ------------------------------------------- | ----------------- | ---------------------- |
| 1 | 1  | «First You Dream, Then You Die» «Передсмертний сон»   | Такер Ґейтс      | Керрі Ерін, Ентоні Кіпріано та Карлтон К'юз | 18 березня 2013   | 3,04                   |
| Після смерті чоловіка Норма Бейтс купує старий мотель, яким збирається керувати разом зі своїм 17-річним сином Норманом. Колишній власник приходить вночі до нового будинку Бейтсів й нападає на Норму - в пориві гніву жінка вбиває його, й разом з сином позбувається тіла, яке цілу ніч пролежало в 4 номері мотеля. Між тим, Норман знаходить дивний записник зі зловіщими малюнками, які виявляються правдивішими, аніж здаються. |    |                                                       |                  |                                             |                   |                        |
| 2 | 2  | «Nice Town You Picked, Norma» «Чудова місцина, Нормо» | Такер Ґейтс      | Керрі Ерін                                  | 25 березня 2013   | 2,84                   |
| Старший син Норми, Ділан, з'являється на порозі будинку Бейтсів й одразу ж сіє розбрат та напругу в сім'ї. Норма вирішує відволікти увагу шерифа Ромеро від зникнення Кіта Саммерса, відповідаючи на залицяння його помічника, Зака. Між тим, однокласниця Нормана, Емма, знаходить записник з моторошними малюнками й просить хлопця позичити його для вивчення. Незабаром вони вирушають в ліс, де знаходять один з пейзажів, зображених на малюнкові. |    |                                                       |                  |                                             |                   |                        |
| 3 | 3  | «What's Wrong With Norman» «Що не так з Норманом?»    | Пол Едвардс      | Джефф Вадлоу                                | 1 квітня 2013     | 2,82                   |
| Норман втрачає свідомість просто на уроці. Емма розуміє, що все, що зображено в записникові, відбувалося насправді в одному з номерів мотелю. Ділан отримує роботу охоронця тої самої розсади в лісі, яка належить кільком багатим родинам міста. Поліція обшукує будинок Бейтсів й Норма зважується на близькість з помічником шерифа, який запропонував їй та її синові. Новий товариш Ділана радить йому стати ближчим до свого брата. |    |                                                       |                  |                                             |                   |                        |
| 4 | 4  | «Trust Me» «Довірся мені»                             | Йоган Ренк       | Керрі Ерін                                  | 8 квітня 2013     | 2,30                   |
| Завдяки Діланові Норману вдається втекти з будинку Зака. Хлопчик розповідає Нормі про свою страшну знахідку, але жінка йому не вірить. Відвідуючи Зака, вона спускається до льоху й нікого там не знаходить. Зак підозрює, що Норман був в нього вдома й намагається потоваришувати з хлопцем, запрошуючи на риболовлю. Поза тим поліція знаходить руку Кіта Саммерса. Норман проводить ніч з Бредлі. |    |                                                       |                  |                                             |                   |                        |
| 5 | 5  | «Ocean View» «Вид на океан»                           | Девід Стрейтон   | Джефф Вадлоу                                | 15 квітня 2013    | 2,66                   |
| Аби звільнити Норму, Зак викрадає докази й з жінки знімають обвинувачення. Норман хвилюється через те, що Бредлі не відповідає після їх спільної ночі. Ділан вмовляє Нормана виїхати разом з ним з будинку Норми й разом знімати квартиру. Його друг Ітан позичає гроші й в цей момент невідомий стріляє в нього. Норман та Емма знаходять дівчину з льоху Зака. |    |                                                       |                  |                                             |                   |                        |
| 6 | 6  | «The Truth» «Правда»                                  | Такер Ґейтс      | Карлтон К'юз та Керрі Ерін                  | 22 квітня 2013    | 2,93                   |
| Норман та Ділан вирушають на човен Саммерса в пошуках його паску. Повернувшись до мотелю, вони зустрічають Норму та Зака, який дізнався, що Бейтси переховують його полонянку. Зак бере родину в заручників, але під час перестрілки з Діланом гине. Норма розповідає Ділану правду про смерть батька Нормана, а до мотелю під'їжджає поліція. |    |                                                       |                  |                                             |                   |                        |
| 7 | 7  | «The Man In Number 9» «Чоловік в дев'ятому номері»    | Сі Джей Кларксон | Керрі Ерін                                  | 29 квітня2013     | 2,98                   |
| З невідомих причин шериф Ромеро, що прибув за викликом, вирішує зам'яти історію з Заком Шелбі та прикрити Норму та її сина. Поза тим в місті відмовляються співпрацювати з "Мотелем Бейтсів". Як би там не було, в мотелі незабаром з'являється перший клієнт - чоловік на ім'я Джейк Абернаті, чия поведінка здається Діланові дивною. Норман намагається потоваришувати з безпритульним псом на ім'я Джуно. Норма пропонує Еммі роботу в мотелі ,а Бредлі говорить Норману, що їх зв'язок був помилкою. |    |                                                       |                  |                                             |                   |                        |
| 8 | 8  | «A Boy & His Dog» «Хлопчик та його пес»               | Ед Біанчі        | Білл Балас                                  | 6 травня 2013     | 2,71                   |
| Норман вирішує взятися до таксидермії під керівництвом батька Емми. Міс Вотсон та директор школи наполягають на тому, аби хлопець почав відвідувати психотерапевта. Норма звертається по допомогу до шерифа Ромеро й отримує жорстку відмову. Бредлі не хоче, аби в школі знали, що вона провела ніч з Норманом. Норма вирішує більше дізнатися про свого клієнта, не підозрюючи, в яку небезпечну гру її затягує пан Абренаті, який вів справи з Кітом Саммерсом. Діланові дають перше серйозне завдання, яке приводить нових клієнтів до мотелю Бейтсів.                                                                                                 |    |                                                       |                  |                                             |                   |                        |
| 9 | 9  | «Underwater» «Під водою»                              | Такер Ґейтс      | Керрі Ерін та Карлтон К'юз                  | 13 травня 2013    | 2,48                   |
| Норма опиняється в безвихідному становищі, коли розуміє, що вона не зможе ані вдало вести бізнес, ані перепродати його - всім серцем жінка бажає покинути місто Вайт-Пайн Бей. Бредлі звертається з проханням до Ділана - вони потрапляють до кабінету її батька, в якому дівчина знаходить таємне листування з його коханкою. За наказом Норми Емма намагається слідкувати за тим, аби в мотелі не курили марихуану, але сама з'їдає печиво "з сюрпризом". Норма перелякана погрозами Абернаті й звертається по допомогу до шерифа Ромеро. Місс Вотсон хоче опублікувати одне з оповідань Нормана. Джейк призначає зустріч Нормі й обіцяє вбити її синів. |    |                                                       |                  |                                             |                   |                        |
| 10 | 10 | «Midnight» «Північ»                                   | Такер Ґейтс      | Керрі Ерін та Карлтон К'юз                  | 20 травня 2013    | 2,70                   |
| Норман запрошує Емму на шкільні танці, а Норма просить Ділана дати їй зброю. Шериф Ромеро обіцяє допомогти Нормі. Сестра Кіта, Меґґі, відвідує Норму. Норман ревнує Бредлі до Ділана. Після відвідин психотерапевта Норма розповідає Норманові, звідки в неї шрам на нозі. Емма свариться з Норманом, а колишній хлопець Бредлі б'є юнака. Норма стає свідком зустрічі Ромеро та Абернаті на причалі. Міс Вотсон привозить юнака до себе додому, аби обробити рану, - там в нього відбувається черговий зрив. |    |                                                       |                  |                                             |                   |                        |

### Сезон 2
8 квітня 2013 року серіал продовжили на другий сезон — він складатиметься з 10 епізодів, які вийдуть в ефір 2014 року.
| № | №  | Назва                                               | Режисер           | Сценарист                     | Дата показу в США | Глядачі США (мільйони) |
| --- | -- | --------------------------------------------------- | ----------------- | ----------------------------- | ----------------- | ---------------------- |
| 11 | 1  | «Gone, But Not Forgotten» «Пішли, та не є забутими» | Такер Ґейтс       | Керрі Ерін та Карлтон К'юз    | 3 березня 2014    | 3,07                   |
| По чотирьох місяцях після смерті міс Вотсон життя починає повертатися до звичного плину для усіх, окрім Нормана. Літній сезон приводить багатьох туристів до мотелю Бейтсів, але неочікувана новина про будівництво нового шосе лякає Норму й вона вирішує виступити на міській раді. Норман весь час проводить в підвалі, займаючись таксидермією, іноді відвідуючи могилу міс Вотсон. Після спроби самогубства Бредлі опиняється в психіатричній клініці, а, вийшовши звідти, вирішує знайти вбивцю батька. |    |                                                     |                   |                               |                   |                        |
| 12 | 2  | «Shadow Of A Doubt» «Тінь сумнівів»                 | Такер Ґейтс       | Керрі Ерін                    | 10 березня 2014   | 2,21                   |
| Вбивши Ґіла, Бредлі звертається по допомогу до Нормана й хлопець ховає подругу в підвалі свого будинку. Норма бажає, аби вони з сином взяли участь в постановці місцевого театру. В Ділана з'являється новий керівник, який прагне помсти за смерть Ґіла й переконаний в тому, що його вбив хтось з іншої нарко-сім'ї. Норман допомагає Бредлі підготувати втечу з міста. |    |                                                     |                   |                               |                   |                        |
| 13 | 3  | «Caleb» «Калеб»                                     | Лодж Керріґан     | Александра Каннінґем          | 17 березня 2014   | 1,84                   |
| Норма заводить корисні знайомства, коли її нова подруга Крістін виводить Норму у вище суспільство міста Вайт-Пайн Бей. Калеб, брат Норми, з'являється в місті й зближується з Діланом. Норму тягне до Джорджа, брата Крістін. Норман проводить весь час зі своєю новою знайомою Коді, а Емма поволі починає забувати про Нормана. |    |                                                     |                   |                               |                   |                        |
| 14 | 4  | «Check-Out» «Виписка»                               | Джон Девід Коулз  | Ліз Тайґлаар                  | 24 березня 2014   | 2,23                   |
| Наслідки повернення Калеба змусять Ділана сумніватися в його відданості Нормі та Норманові. Крістін показує Нормі життя в Вайт-Пайн Бей. Стурбованість Нормана з приводу присутності в місті Калеба зростає щодня. Ромеро виявляється втягнутим у нарко-війну сім'ї Зейна. |    |                                                     |                   |                               |                   |                        |
| 15 | 5  | «The Escape Artist» «Майстер втечі»                 | Крістофер Нільсон | Ніккі Тоскано                 | 31 березня 2014   | 2,27                   |
| Норман розповідає Коді сімейну таємницю. Війна наркоторгівців загострюється, Ділан перебуває в небезпеці. Норма домовляється з загадковим чоловіком, який має допомогти їй завадити будівництву об'їзного шосе. |    |                                                     |                   |                               |                   |                        |
| 16 | 6  | «Plunge» «Рішучі дії»                               | Ед Біанчі         | Керрі Ерін                    | 7 квітня 2014     | 2,24                   |
| Діланові належить впоратися з важкою ситуацією. Через секрети стосунки Нормана та Норми стають напруженими. Емма потрапляє до небезпечної ситуації. |    |                                                     |                   |                               |                   |                        |
| 17 | 7  | «Presumed Innocent» «Виправдувальний вирок»         | Роксанн Доусон    | Александра Каннінґем          | 14 квітня 2014    | 2,44                   |
| Довіра Норми до Нормана опиняється під тиском. Діланові доводиться мати справу з мстивим Зейном. Ромеро дізнається нові подробиці щодо вбивства Блер Вотсон. Стосунки Коді та Нормана досягають переламного моменту. |    |                                                     |                   |                               |                   |                        |
| 18 | 8  | «Meltdown» «Провал»                                 | Ед Біанчі         | Ліз Тайґлаар та Ніккі Тоскано | 21 квітня 2014    | 2,10                   |
| Ромеро все ще копирсається в справі Блер Вотсон. Через війну між двома нарко-угрупованнями Ділан опиняється поміж двох вогнів. Норма відмовляється розповідати Норманові про його провали в пам'яті. |    |                                                     |                   |                               |                   |                        |
| 19 | 9  | «The Box» «Коробка»                                 | Такер Ґейтс       | Керрі Ерін та Карлтон К'юз    | 28 квітня 2014    | 2,25                   |
| Норма відчайдушно намагається поспілкуватись з Норманом. Діланові належить вирішити - боротися за своє життя або піклуватися про близьку людину. Ромеро звертається до колишнього колеги, аби довести причетність Нормана до справи про вбивство Блер Вотсон. |    |                                                     |                   |                               |                   |                        |
| 20 | 10 | «The Immutable Truth» «Незмінна істина»             | Такер Ґейтс       | Керрі Ерін та Карлтон К'юз    | 5 травня 2014     | 2,30                   |
| Нормана переслідує трагічна подія з минулого, а Норма намагається завадити йому зробити жахливу помилку. В цей час Ділан та Ромеро будують плани щодо припинення війни наркоторгівців. Емма приймає рішення щодо свого майбутнього. |    |                                                     |                   |                               |                   |                        |